# Физическая география
Физи́ческая геогра́фия — система наук, изучающих структуру, динамику и функционирование географической оболочки и её структурных частей — природно-территориальных комплексов и их компонентов, для целей научного обоснования территориального размещения общества, рационального природопользования и географического прогноза. Физическая география является частью географии и естествознания.
Физическая география делится на следующие разделы:
- общее землеведение, изучающее общие закономерности строения и развития географической оболочки Земли и её крупных структурных частей;
- ландшафтоведение, изучающее природные геосистемы регионально-локального ранга.

К физической географии частично относится группа физико-географических наук, изучающих отдельные компоненты природной среды:
- биогеография,
- география почв,
- геоморфология,
- геофизика ландшафта,
- геохимия ландшафта,
- гляциология,
- палеогеография,
- криолитология (иногда причисляют к геологии).

Отдельно выделяют гидрометеорологическое направление:
- метеорология
- климатология,
- гидрология суши,
- океанография.

Каждая из них также относится и к одной из смежных естественных наук (например, геоморфология и палеогеография — к геологии, биогеография — к биологии и т. д.). Физическая география связана также с геоэкологией, картографией, геоинформатикой и с экономической географией.